# Kampong Cham
Tỉnh Kampong Cham (phiên âm tiếng Việt là Công-pông Chàm) là một tỉnh phía đông của Campuchia. Tỉnh này giáp với tỉnh Kampong Chhnang ở phía tây, Kampong Thom và Kratié ở phía bắc, Tbong Khmum ở phía đông, Kandal và Prey Veng ở phía nam. Tỉnh lỵ là Thành phố Kampong Cham. Trước đây, tỉnh này có đường biên giới với Việt Nam. Sau ngày 31/12/2013, tỉnh Kampong Cham được tách thành 2 tỉnh: Kampong Cham ở phía Tây và Tbong Khmum ở phía đông. 
Cái tên Kampong Cham có nghĩa là "bến cảng của người Chăm". Từ Kampong có nghĩa là "bến cảng", còn từ Cham chỉ những người dân tộc Chăm sống ở đây, vùng đất này còn được gọi là Lư An trong lịch sử Việt Nam thời kỳ nhà Nguyễn.
Đây là quê hương của nguyên Thủ tướng Campuchia Hun Sen.

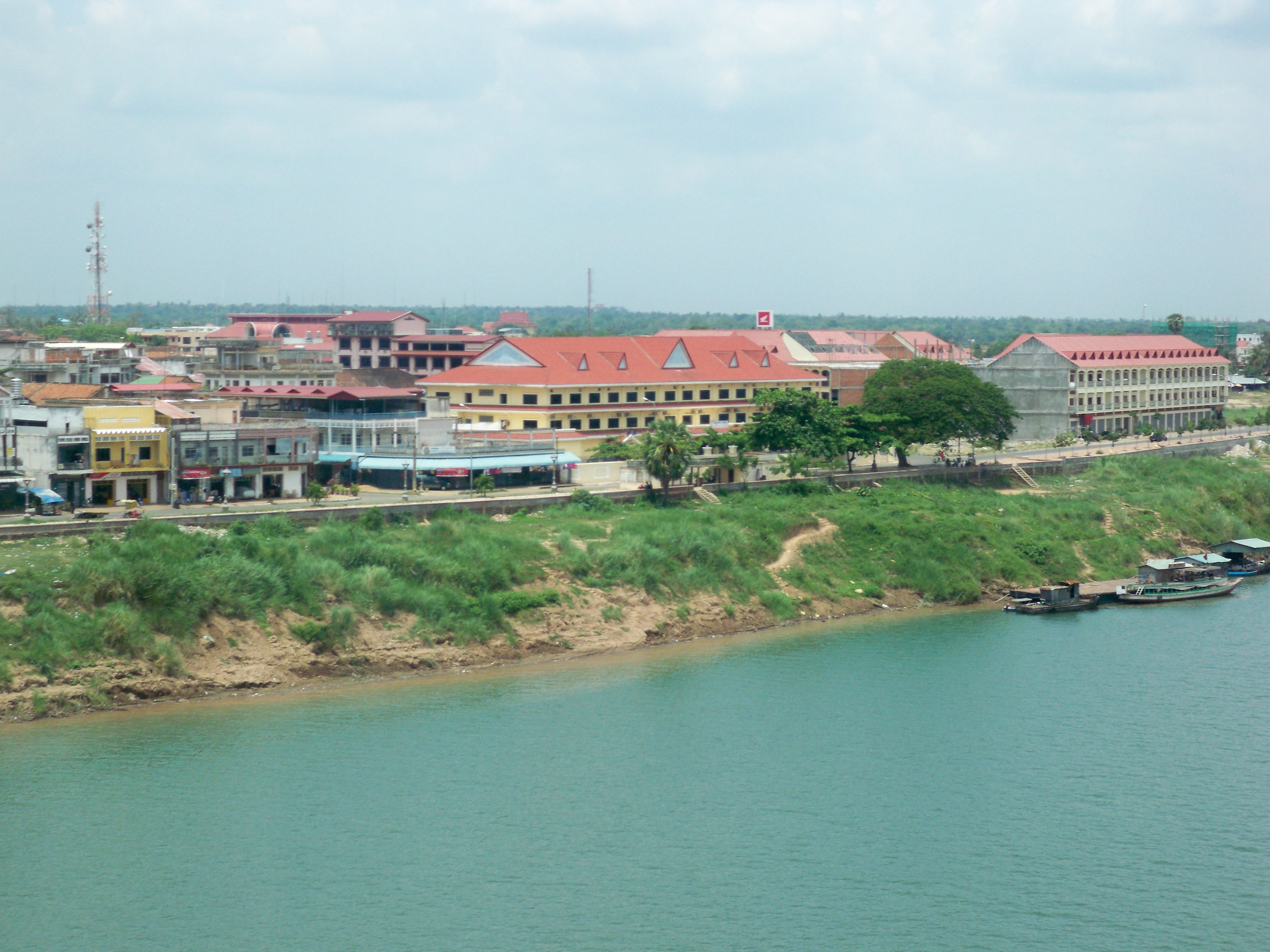
Tỉnh lỵ Kampong Cham nhìn từ cầu Hữu Nghị Cam - Nhật

Tỉnh Kampong Cham sau khi chia tách có 1 thành phố trực thuộc (krong) và 9 huyện (srok):
Thành phố: * 0305 Kampong Cham

Huyện:
- 0301 Batheay
- 0302 Chamkar Leu
- 0303 Cheung Prey
- 0306 Kampong Siem
- 0307 Kang Meas
- 0308 Kaoh Soutin
- 0312 Ponhea Kraek
- 0314 Srey Santhor
- 0315 Stueng Trang

Hai huyện Kaoh Soutin và Srey Santhor nằm ở bờ trái (bờ nam) sông Mekong. Thành phố và các huyện còn lại ở bờ phải (bờ bắc) sông.